# Акынёзю, Акын
Акын Акынёзю (тур. Akın Akınözü, род. 22 сентября 1990, Анкара, Турция) — турецкий актёр. Наиболее известен ролью Мирана в телесериале «Ветреный» (тур. Hercai).

## Биография
Акын Акынёзю родился в Анкаре 22 сентября 1990 года в семье актрисы Озлем Акынёзю и владельца ресторана Тамера Акынёзю. Его дед по материнской линии был одним из первых телеведущих на TRT (Турецкое радио и телевидение).
Акынёзю учился в частной школе Анкары TED Ankara College на математическом факультете, затем уехал в США и поступил в университет Беркли, где изучал прикладную математику. В США он прожил около 6 лет, прежде чем решил стать актёром.
Первую роль Акын Акынёзю получил в 2014 году. Он исполнил небольшую роль в фильме «Азраил», который совместно сняли Словения и Хорватия.
Дебют на турецком телевидении состоялся в 2015 году с выходом на телевидении телесериала Великолепный век: Кёсем, где Акынёзю исполнил роль новобранца Ивана Али.
Широкую известность Акыну Акынёзю принесло участие в драматическим сериале «Ветреный», который выходил в эфир на ATV с 2019 по 2021 год. Здесь он играет роль Миран Асланбея, молодого мужчины, который жаждет мести за смерть своих родителей и который для достижения цели соблазняет дочь своего врага Рейян Шадоглу (роль исполняет Эбру Шахин), однако в итоге влюбляется в девушку. Проект оказывается успешным как в Турции, так и за рубежом.

## Фильмография
| Год  | Название | Роль     |
| ---- | -------- | -------- |
| 2014 | Азраил   | десятник |

| Год       | Название                    | Роль          |
| --------- | --------------------------- | ------------- |
| 2015      | Великолепный век: Кёсем     | Иван Али      |
| 2016      | Друзья — это хорошо         | Юнус Чаглайан |
| 2017—2018 | Семья Аслан                 | Мурат Аслан   |
| 2017—2018 | Права на престол Абдулхамид | Омер          |
| 2019—2021 | Ветреный                    | Миран Шадоглу |
| 2021—2022 | Игра моей судьбы            | Джемаль Кая   |

## Награды
| Год  | Награда                  | Категория                                      | Работа   | Итог      |
| ---- | ------------------------ | ---------------------------------------------- | -------- | --------- |
| 2020 | Premios Nova Más 2019    | Лучший актёр                                   | Ветреный | Победа    |
| 2020 | Premios Nova Más 2019    | Mister Nova                                    | Ветреный | Победа    |
| 2020 | Premios Nova Más 2019    | Лучшая сериальная пара — RayMir (с Эбру Шахин) | Ветреный | Победа    |
| 2020 | Kyrgyz television awards | Самый красивый актёр                           | Ветреный | Победа    |
| 2020 | Tolo tv drama awards     | Лучший драматический актёр                     | Ветреный | Победа    |
| 2019 | Золотой объектив         | Лучший драматический актёр                     | Ветреный | Победа    |
| 2019 | Золотая линза            | Лучший драматический актёр                     | Ветреный | Победа    |
| 2020 | Золотая бабочка          | Лучший актёр                                   | Ветреный | Номинация |
| 2020 | Золотая бабочка          | Лучшая сериальная пара (с Эбру Шахин)          | Ветреный | Номинация |